# 거창승강기고등학교
거창승강기고등학교(居昌昇降機高等學校)는 대한민국 경상남도 거창군 가조면 마상리에 있는 공립 고등학교이다.

## 학교 연혁
- 1977년 12월 16일 : 가조익천종합고등학교 인가(보통 1, 상업 2, 총 9학급)
- 1978년 3월 6일 : 신입생 입학(남 112명, 여 70명 계 182명)
- 1978년 3월 10일 : 가조익천종합고등학교 개교
- 1980년 10월 17일 : 학급 증설 인가(보통과 3, 상업과 2, 총 15학급)
- 2000년 3월 1일 : 가조익천고등학교로 교명 변경
- 2013년 3월 1일 : 특성화고 체제개편(로봇제어전자과 1, 정보처리과 1, 총 6학급)
- 2015년 3월 1일 : 학과개편(컴퓨터응용기계과 1, 전기전자과 1) 거창공업고등학교 교명 변경
- 2020년 3월 1일 : 제19대 안병규 교장 취임
- 2020년 12월 15일 : 교명 변경(거창승강기고등학교)
- 2023년 2월 9일 : 제43회 졸업식(전기전자과 14명, 컴퓨터응용기계과  13명 계 27명) 총 졸업생수 4,652명
- 2023년 3월 2일 : 2023학년도 입학식(전기전자과 16명, 컴퓨터응용기계과 15명 계 31명)

## 설치 학과
- 컴퓨터응용기계과
- 전기전자과

## 참고 자료
- 거창승강기고등학교 - 한국교육학술정보원 학교알리미